# Хольцгюнц
Хольцгюнц (нем. Holzgünz) — община в Германии, в земле Бавария. 
Подчиняется административному округу Швабия. Входит в состав района Нижний Алльгой.  Население составляет 1189 человек (на 31 декабря 2010 года). Занимает площадь 12,10 км².